# 大曽根村
大曽根村（おおそねむら）は山形県東村山郡にあった村。現在の山形市中心部の西方、山辺町との境界付近にあたる。

## 地理
- 河川：須川

## 歴史
- 1889年（明治22年）4月1日 - 町村制の施行により、東村山郡古館村・上反田村・下反田村・滝平村・常明寺村・芳沢村の区域をもって大曽根村が発足。
- 1956年（昭和31年）4月1日 - 山形市に編入。同日大曽根村廃止。